# Pleucadeuc
Pleucadeuc is een gemeente in het Franse departement Morbihan (regio Bretagne). De plaats maakt deel uit van het arrondissement Vannes. De gemeente telde 1.850 inwoners op 1 januari 2022.
Er ligt station Pleucadeuc.

## Geografie
De oppervlakte van Pleucadeuc bedroeg op 1 januari 2022 34,56 vierkante kilometer; de bevolkingsdichtheid was toen 53,5 inwoners per km².

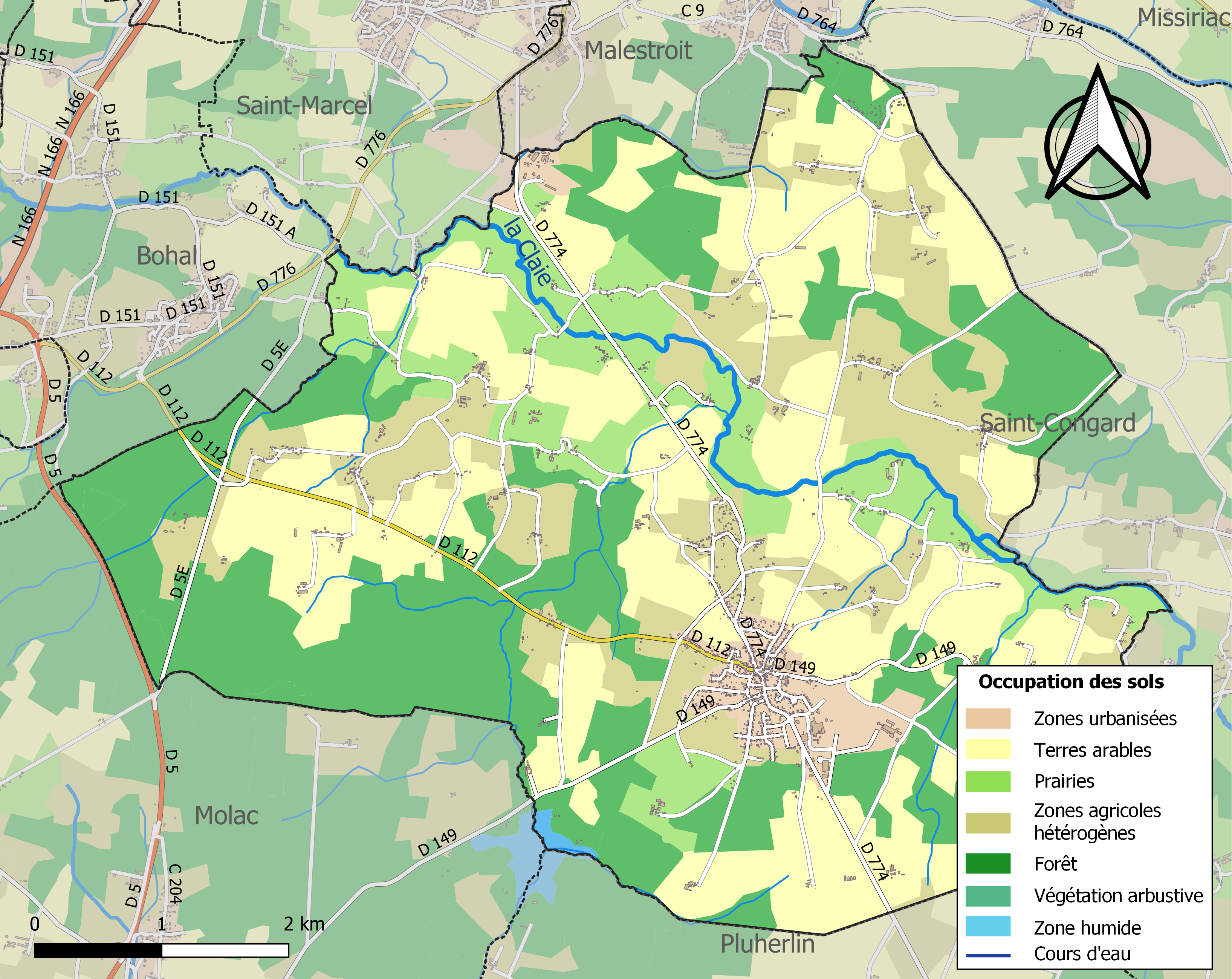
Kaart van de gemeente met de belangrijkste infrastructuur, bodemgebruik en omliggende gemeenten

## Demografie
Onderstaande figuur toont het verloop van het inwonertal, bron: INSEE-tellingen. 

## Geboren
- Maxime Dupé 4 maart 1993, voetballer